# Tilman Rothermel
Tilman Rothermel (* 1946 in Stuttgart) ist ein Künstler und Galerist aus Bremen.

## Biografie
Rothermel absolvierte 1966 bis 1971 die Kunstakademie Stuttgart und die Kunstakademie München. Er erhielt Stipendiate des DAAD und der Friedrich Ebert Stiftung in Brüssel. Er arbeitet seit 1977 in Bremen und Prag als Künstler und Kunsterzieher. Seit 1970 entwickelte er die Zeichenkritische Theorie. 1982 bis 1986 war er im Vorstand des bbk Bremen. 1985 wirkte er als Initiator des Bremer Kunstfrühlings. Er war Gastdozent an den Kunstakademien in Arhus, Brünn und Leiden. Von 1989 bis 2015 hatte er die Geschäftsführung einer Agentur für internationalen Kulturaustausch. Organisation von Symposien, internationale Ausstellungen, Künstleraustausch. Seit 1989 leitet er die Galerie am schwarzen meer in Bremen. Seit 2015 ist er Mitglied der tschechischen  Künstlergruppe Manes.

Rothermel lebt in Bremen und Prag.

## Künstlerische Arbeiten
Thematisch geht es Rothermel um die Frage der menschlichen Beziehung. In der zeichenkritischen Theorie untersucht er u. a., das Phänomen des Abstrakten in der bildenden Kunst näher zu bestimmen. Es geht ihm dabei um die Abgrenzung zum Ungegenständlichen. Er verzichtet auf eine einheitliche bildnerische Darstellungsform.

### Zeichenkritische Theorie
Sie ist ein Werkzeug zur Betrachtung und Analyse von Werken der bildenden Kunst. Gleichzeitig stellt sie für den Praktiker eine Möglichkeit dar, die eigene Produktion auf ihre ablesbare Intention hin zu überprüfen.

## Auszeichnungen und Preise
- 1987: 1. Preis der Breminale, Bremen 1990
- Preisträger des Bernhard-Kaufmann Preises, Worpswede 2010
- 2017: Einheitspreis 2010 der Bundeszentrale für politische Bildung
- Friedens- und Kulturpreis der Villa Ichon, Bremen

## Einzel-, Gruppenausstellungen und Projekte (Auswahl)
- 1983 (und 1987): Galerie im Hofmeierhaus, Bremen;
- 1984: Galerie die Wassermühle, Lohne; Maurice Keitelmann Galerie, Brüssel (B): Galerie Niedlich, Stuttgart;
- 1985: Städtische Galerie, Plochingen; Art 16, Basel mit Kunsthaus Lübeck;
- 1986: Parlamentarische Gesellschaft, Bonn - Katalog;
- 1988: Städtische Galerie, Dudley, (GB); Galerie Wiek XX, Groningen (NL);
- 1991: Kunstverein Maintal; Kunstforum OPDHamburg - 100. Ausstellung;
- 1994: Divadlo v reznické, Prag (CZ);
- 1998: Technisches Nationalmuseum, Prag (CZ) - Katalog;
- 2000: Galerie Pamet, Prag, (CZ); Galerie t’gooi, Hilversum, (NL); „Topografie des Gedächtnisses“, Alter Hafenspeicher Vegesack;
- 2002: Galerie Schloss Rhoon, (NL);
- 2004: Städtische Galerie im Turm, Trebon, (CZ); Galerie G, Olomouc, (CZ);
- 2005: Casa Studio, Nuoro/Sardinien (I);
- 2006: Sala conca, La Laguna, Tenerife, (Es);
- 2007: 20 Jahre Villa Ichon, Bremen;
- 2008: „Bremen-wodu“ - Städtische Galerie, Pilsen (CZ);
- 2009: Castel Sismondo, Rimini (I); Galerie Millenium, Prag (CZ); Galerie t’gooi, Hilversum, (NL);
- 2010: Omsker Gebietsmuseum für bildende Kunst Vrubel  - „Reverse“ Festival der modernen Deutschen Kunst, Omsk (Ru); Sterne sehen - „Rigaer Kunstraum“ („Rīgas mākslas telpa“) (Lt);
- 2011: Rathaus Stadt Arnis; Olomouc, „20 Jahre Freiheit“; Bratislava; „Reverse“ Festival der modernen Deutschen Kunst;
- 2012: Galeria del arte - Santiago de Cuba - Katalog; Kunst[  ]Raum Bremen, Gegen-Teil; Galerie Tusculanum, Dötlingen; Atelierhaus Friesenstrasse - Alte Meister; Scotty Enterprises, Berlin: Alte Meister - Katalog; Galerie Millenium, Prag, CZ „Vanitas“
- 2013: GalerieN, Nienburg; Galerie am schwarzen meer; Kulturzentrum Marstall am Schloß Ahrensburg;
- 2014: Galeria del Centro Provincial de Artes Plasticas de Guantanamo, Kuba; Kunstpassage Hof - Katalog,  Galerie Diamant (Manes), Prag, CZ; Projekt: man spricht vom Krieg - Bremen, Prag (CZ), Benesov (CZ), Wien (A), Sarajevo (BIH), Berlin - Katalog; Projekt ‚Metropolis‘: diverse Städte Europa und Übersee;
- 2015: Galeria Juventud, La Maya, Kuba; Galerie Richter, Warnemünde; Villa Ichon, Bremen; „Die Tage des Elektronischen Bewegtbildes“ Artoxin, München;
- 2016: Kunst[  ]raum Bremen - „Bäume“ mit Chizu Ikura - Katalog; „Dada“ - Palazzo Pisani Nicolaj, Venedig (I); Performance: „100 Jahre Dada“, Galerie am schwarzen meer und „Alsomirschmeckts!“ Theater, Bremen.
- 2017: Modern art Zentrum, Sabae, Japan; Galerie Hiroshito, Takefu, Japan; Galerie 2001, Kobe, Japan; Manabe Museum, Sabae, Japan; „Utopie“ - Scotty, Berlin; „Utopie“ Galerie Millennium, Prag, CZ; Internationales Tannan-Art Festival, Modern Art Zentrum, Kobe, Japan;
- 2018: Galerie Ami Konoko, Osaka, Japan; Galeria am schwarzen meer, Bremen; Tannan-Art Festival, Echizen, Japan;
- 2019: nwwk Worpswede; Tandem, Städt. Galerie Bremen; Pyramida, Haifa, Israel;
- 2020: Galerie am schwarzen meer, Bremen „Spagat I“; (Corona)
- 2021: Galerie am schwarzen meer, Bremen „Spagat II“ (Corona)